# Kotwicowisko

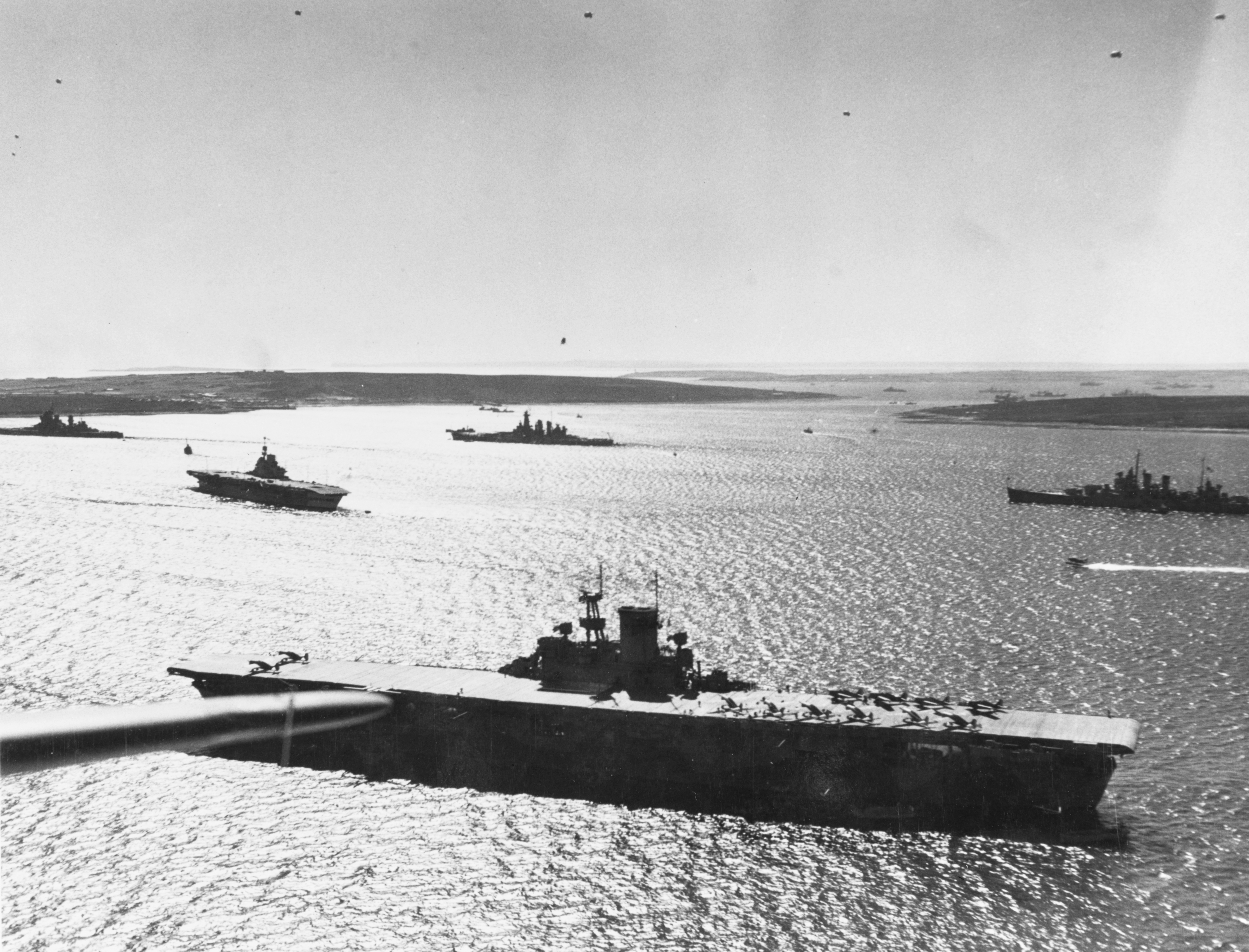
Kotwicowisko (Scapa Flow)

Kotwicowisko – wyznaczony akwen znajdujący się w bezpiecznej odległości zarówno od lądu, jak i budowli hydrotechnicznych, przeznaczony dla jednostek pływających na miejsce postoju na kotwicy. Jest to akwen o dnie dostatecznie płytkim, trzymającym kotwicę (odpowiednio zwartym), a jednocześnie nie blokującym jej (np. oczyszczony z wraków). Kotwicowisko jest zwykle osłonięte z jednej lub kilku stron od fali i wiatru przez naturalne przeszkody, takie jak wyspy i półwyspy, lub tworzone przez człowieka budowle, np. falochrony.
Kotwicowisko może służyć czasowemu postojowi jednostek, np. przed wejściem do portu, stoczni, śluzy, kanału itp. i znajduje się wtedy na redzie, a czasem wręcz w obrębie awanportu, ale może również służyć stałemu postojowi jednostek czasowo wycofanych z użytkowania, przeznaczonych na sprzedaż, oczekujących na złomowanie itp.